# Menschen und Schicksale aus dem Risorgimento
Menschen und Schicksale aus dem Risorgimento sind sieben Porträtskizzen von Ricarda Huch, die 1908 im Insel Verlag Leipzig unter dem Titel Das Risorgimento erschienen.
Porträtiert werden die italienischen Spielberg-Häftlinge Federico Confalonieri, Silvio Pellico, Piero Maroncelli, ihre beiden österreichischen Gegenspieler Antonio Salvotti, Kaiser Franz sowie Karl Albert von Savoyen und der Verräter Giorgio Pallavicino. Karl Albert war der erste italienische Fürst, der sich gegen die Österreicher erhoben hatte und Pallavicino wurde, genauer gesagt, von etlichen zu Recht erbosten italienischen Patrioten Verräter geschimpft. Ricarda Huch suggeriert dem Leser in ihrer tiefschürfenden Charakterstudie: Der Verrat könnte auch Folge der Geschwätzigkeit des Gefangenen gewesen sein.

## Inhalt
Federico Confalonieri
Der 1785 in Mailand geborene konservative Aristokrat war kein Revolutionär. Er wollte ein Reich Oberitalien – unabhängig von den Österreichern und Franzosen. Confalonieri besaß Willenskraft und Ausdauer – Eigenschaften, die nach Gino Capponis Beobachtung dazumal manchem Landsmann fehlten. Die Familie Confalonieri war zwar erst gegen Ende des 17. Jahrhunderts geadelt worden, war aber bereits im 18. Jahrhundert in Mailand sehr angesehen.
Als Aristokrat mit liberalen Ideen lag Confalonieri wenig an der Geheimbündelei Filippo Buonarrotis. Gino Capponi gefiel ihm da besser. Er hasste den Vizekönig von Italien Eugène de Beauharnais, weil dieser sich seiner Frau Teresa genähert hatte. Federico und Teresa hatten nur ein Kind, das bald starb.
Confalonieris Karriere als Politiker wurde von einem Verdacht überschattet. Er solle, so hieß es, die Ermordung des Finanzministers Prina angestiftet haben. Nachdem er sich gegen den Vorwurf schriftlich gewehrt und dabei seine politische Unabhängigkeit hervorkehrt hatte, wurde er vom Kaiser Franz 1815 zeitweise auf seine Güter verbannt. Trotzdem war Federico Confalonieri mit dem Oberbefehlshaber der österreichischen Truppen in der Lombardei Feldmarschall Bubna befreundet. Zentrum der italienischen Bemühungen um den kulturell-technischen Fortschritt in der Lombardei war das Haus des Mailänder Grafen Luigi Porro Lambertenghi. Confalonieri kümmerte sich in dem Kreise um die Schulbildung nach Pestalozzis Vorbild und schrieb für die Zeitschrift Il Conciliatore. Letztere wurde 1819 von der österreichischen Zensur verboten.
Der lombardische Adel war den Österreichern größtenteils zugetan. Confalonieri sah in dem liberal denkenden Piemonteser Karl Albert (siehe unten) einen potentiellen italienischen Gegner der Österreicher. Auf die revolutionären Ereignisse 1820 in Neapel reagierten die Österreicher im Herbst desselben Jahres unter anderen mit der Festnahme und Anklage Piero Maroncellis und  Silvio Pellicos. Graf Lambertenghi floh im April 1821.  Giorgio Pallavicino, der für Confalonieri als Bote nach Turin aktiv war, riet zur Flucht. Sogar Feldmarschall Bubna wunderte sich, weshalb der Freund noch nicht in der Schweiz sei. Confalonieri blieb und wurde am 13. Dezember 1821 auf Grund belastender Aussagen des bereits am 4. Dezember verhafteten Pallavicino inhaftiert. Confalonieri hatte weder geglaubt, dass sich die österreichische Polizei an ihn heranwagen würde, noch, dass ihn ein Freund verraten könnte. Der österreichische Untersuchungsbeamte Salvotti verhörte in Mailand manchmal bis zu zehn Stunden pro Tag. Das drohende Todesurteil konnte nach österreichischem Recht nur verhängt werden, nachdem der Hochverräter gestanden hatte. Also war das Schweigen die beste Verteidigung. Schließlich wurde der Gefangene doch schwach und lieferte den fehlenden Beweis selbst; zitierte aus einem Brief, den er dem Piemonteser San Marzano geschrieben haben wollte.
Teresa wurde mit ihrer Bitte um Aufhebung des Todesurteils beim Kaiser nicht vorgelassen. Dennoch ließ der Herrscher Gnade vor Recht ergehen; vermutlich auf Anraten seiner geliebten Frau, der Kaiserin. Fluchtversuche aus der Brünner Festung Spielberg, von Freunden, Verwandten und gutmütigen Österreichern vorbereitet und begünstigt, kamen nie zur Ausführung, weil Confalonieri partout nicht fliehen wollte. Im Jahr 1835 kam mit dem Tod des Kaisers in Wien nach zwölf Jahren Festungshaft die Freiheit. Federico Confalonieri hatte seit 1821 an einer schweren Herzkrankheit verbunden mit epileptischen Anfällen gelitten. Während der Kerkerhaft waren Rheumatismus und Wassersucht hinzugekommen.
In Amerika wurde Confalonieri als Freiheitsheld gefeiert. Als er 1837 nach Europa zurückkehrte, durfte er weder in Frankreich noch in der Schweiz bleiben. In Vichy bewohnten Confalonieri und Pallavicino zwar dasselbe Hotel, doch zu einer Versöhnung der beiden kam es nicht. Als Pius IX. 1846 die italienischen Patrioten endlich amnestierte, eilte der schwerkranke Confalonieri heim und verstarb unterwegs Anfang Dezember 1846 in Hospental am Gotthard.
Silvio Pellico
Silvio – das 1789 in Saluzzo geborene Kind kleinbürgerlicher Eltern – hatte neun Geschwister, von denen fünf das Kindesalter nicht überlebten. Die Glieder des einjährigen Silvio verkrümmten sich. Das Kind musste später auf Krücken gehen. Gläubig war Silvio als junger Mann nicht. Er freundete sich zunächst mit Ugo Foscolo an, verehrte den patriotischen, schriftstellernden Arzt Giovanni Rasori und begegnete später Lord Byron. Ricarda Huch stellt den mittellosen Pellico der frühen Jahre als einen italienischen Ludwig Tieck hin, dessen „Blütezeit“ in seine Mailänder Jahre 1815–1819 als Erzieher im Hause des reichen Grafen Luigi Porro Lambertenghi fällt.
Zwei Werke Pellicos haben überdauert – sein Drama Francesca da Rimini, am 18. Juli 1815 im Teatro Re aufgeführt – und die Erinnerungen Meine Gefängnisse (1832).
1818 schrieb Pellico in Mailand für Federico Confalonieris politische Zeitschrift Il Conciliatore gegen die Österreicher und musste sich prompt bei der Polizei für seine kecke Sprache verantworten. 1819 kam der Carbonaro Piero Maroncelli nach Mailand und warb Pellico für die Carbonari. 1820 wurden beide Carbonari verhaftet. Maroncelli war im Oktober zuerst verhaftet worden und hatte in ersten Aussagen Pellico belastet. Im Februar 1821 wurde Pellico nach Venedig gebracht und fiel dort dem Untersuchungsrichter Antonio Salvotti in die Hände. 1830 durfte Pellico sein Gefängnis, die Brünner Festung Spielberg, nach achtjährigen Haft verlassen. Ricarda Huch beschreibt den ehemals „freidenkenden, leidenschaftlichen Jüngling“ als nun „den Jesuiten ergebenen, bigotten, altjüngferlichen Mann“. Von den jüngeren Revolutionären wurde er einerseits in den 1848er Jahren als der „Märtyrer vom Spielberg“ gehuldigt und andererseits ob seiner „dogmatisch-katholischen Gesinnung“ verachtet. Von den Katholiken als Carbonaro verschrien, starb Silvio Pellico 65-jährig in Turin.
Piero Maroncelli
Ricarda Huch deutet an, die geistige Umnachtung, in der das „bizarre“ Leben des 1795 in Forlì geborenen Musikers Piero Maroncellis 1846 in New York endete, sei in ihren Anfängen vielleicht schon beobachtbar, als Piero einen langen Gesang in Terzinen zum Fest des Jacopo von Forlì – „keck und ängstlich zugleich“ – komponiert hatte und dafür im Sommer 1817 für ein Jahr ins Gefängnis gesteckt worden war. Dieses Werk war als Angriff auf die päpstliche Regierung gesehen worden. Merkwürdig findet Ricarda Huch überdies die Umstände, unter denen Piero Maroncelli 1820 ein zweites Mal verhaftet worden war. Während seines Musikstudiums ab 1810 in Neapel war er Carbonaro geworden und konnte dann 1819 in Mailand Silvio Pellico mühelos als Carbonaro werben. Während Pellico sorglos den Carbonari beigetreten war, wusste Maroncelli aus bitterer Erfahrung, dass er polizeilich beobachtet wurde und arbeitete trotzdem im Untergrund weiter. Nach der zweiten Verhaftung kam er erst am  26. Juli 1830 wieder frei.
Wie sein Freund Pellico war Maroncelli während der Haft an den Untersuchungsrichter Antonio Salvotti geraten. Ricarda Huch schreibt: „Liest man die langen und zahlreichen Briefe, die Maroncelli während seiner Untersuchungshaft an Salvotti schrieb und die oft Ergüsse überschwenglicher Liebe und Verehrung sind, so kann man sich einer eigentümlichen Empfindung nicht erwehren.“ Letztere erinnert Ricarda Huch an den Schelm, der den Gesang auf Jacopo von Forlì ausgeheckt hatte. So mag es nicht wundernehmen, dass der durchtriebene Salvotti den Gefangenen ungerührt für Jahre auf den Brünner Spielberg schickte. Obwohl – Salvotti, der Maroncelli überlebte, soll in späten Jahren geäußert haben, sowohl Pellico als auch Maroncelli hätten sich damals „in sein Herz gestohlen“. Ricarda Huch kann sich zudem des Eindrucks nicht erwehren, fast jeder, der mit Piero Maroncelli irgendwie zu tun gehabt hatte, erscheine als „drollig“. Angespielt wird dabei auf die Story mit dem verlorenen Ring. Das kleine, aber kostbare Andenken an Maroncellis Mailänder Geliebte Carlotta  Marchionni war zwar verschwunden gewesen, doch der rührselige Gerichtspräsident Graf Gardani hatte das unersetzliche Stück dem Gefangenen wieder zur Verfügung gestellt. Eine weitere Kuriosität: Maroncelli, nach der Haft vom Papst ins Exil geschickt, ging nach Paris und besuchte dort die Schwägerin des noch in Brünn inhaftierten Franzosen Alexandre Andryane. In Paris dem König vorgestellt, bat Maroncelli den Herrscher, bei Kaiser Franz ein Wort für die auf dem Spielberg schmachtenden Patrioten einzulegen. Das war ein kardinaler Fehler, denn Kaiser Franz habe sich die kleinste Einmischung in österreichische Angelegenheiten strikt verbeten.
Nach Maroncellis Tode anno 1846 sei die üble Nachrede aus dem Munde von Italienern nicht verstummt. Der Tote solle zu Lebzeiten nicht nur den Freund Pellico, sondern sogar den eigenen Bruder verraten haben.
Antonio Salvotti
Nach Alessandro Luzio betrachten die Italiener den 1789 in Mori geborene Tiroler als ihren Landsmann, werfen ihn aber vor, ein „pflichteifriger österreichischer Beamter“ gewesen zu sein.
Während des Jura-Studiums in Landshut im Jahr 1809 war der „fleißige, kluge, sehr gebildete“ Salvotti einer der Lieblingsschüler Savignys. Nach dem Studium half dem „bleichen“ Advokaten in Trient seine „angeborene Beredsamkeit“ bei der Karriere. Ricarda Huch schreibt, Salvotti „verabscheute die Revolution als das Unordentliche und Unbotmäßige und schloß sich aus voller Überzeugung an Österreich, das damals die Grundsätze der Heiligen Allianz, der Wiederherstellung der alten Ordnung, am mächtigsten vertrat.“ Daraus folgte seine Überzeugung, die Untersuchungshäftlinge, in dem Fall die Carbonari Pellico und Maroncelli, verdienten „dem Gesetze nach den Tod“. Trotzdem brachte der „kunstliebende“ Salvotti den beiden Bücher aus seiner gut ausgestatteten Privatbibliothek und plauderte mit den gefangenen jungen Lesern „freundschaftlich“ über literarische Details.
Wem Salvotti keine Schuld nachweisen konnte – wie zum Beispiel Tullio Dandolo – den entließ er aus der Haft. Jedoch für „verächtliche Charaktere“ – wie den „begüterten, genußsüchtigen und oberflächlichen“ späteren Spielberg-Häftling Antonio Villa, von dem Freunde Marco Fortini verraten – brachte der „humorlose“ Salvotti keinerlei Verständnis auf.
Der Spielberg-Häftling Alexandre Andryane schildere Salvotti in seinen Denkwürdigkeiten im Prozess gegen Federico Confalonieri als „gehässigen Verfolger der Patrioten und grausamen Teufel“. Der gewissenhafte Beamte Salvotti habe die Vernehmungsprotokolle meist des Nachts in „feiner, klarer Handschrift“ ins Reine geschrieben. Bei Beförderungen wäre Salvotti, der bewährte Jurist mit italienischen Wurzeln, vom Kaiser mitunter – vermutlich absichtlich – übergangen worden, um die erbosten italienischen Untertanen nicht noch weiter zu reizen.
Salvotti starb 1866 in Trient.
Kaiser Franz
Der 1768 in Florenz geborene Kaiser Franz sei von seinem Erzieher, dem Grafen Colloredo, als „träge, feige, geizig, schadenfroh, mißtrauisch, argwöhnisch, unaufrichtig, hinterhältig, hartherzig und gleichgültig“ bezeichnet worden. Ricarda Huch meint, Kaiser Franz habe seine Feinde, die Carbonari, nicht unschädlich machen, sondern als gottlose Menschen, die sie nun einmal waren, strafen und bessern wollen. Kaiserliche Gnade sei erst nach gezeigter Reue zu erwarten gewesen. Zu dem Zweck wollte er die Gefangenen auf dem Spielberge „körperlich und geistig brechen“. Der Kaiser kümmerte sich persönlich um Einzelheiten des Strafvollzugs auf dem Spielberg. Alles Mögliche musste vom Kaiser persönlich genehmigt werden – zum Beispiel, ob Maroncellis vereitertes Bein abgenommen werden dürfe oder ob dem verhungernden  Antonio Villa mit einer geänderten Ernährungsvorschrift geholfen werden dürfe et cetera.
Kaiser Franz war viermal verheiratet. Zwischen dem Tod der aktuellen Frau und der Heirat der nächsten lag jedenfalls nicht mehr als ein dreiviertel Jahr. Mit seiner Cousine Maria Theresia – das war die zweite Frau – hatte der Kaiser zwölf Kinder.
Karl Albert von Savoyen
Der 1798 in Turin geborene Karl Albert verlor seinen Vater früh: Der Italiener Karl Emanuel, Fürst von Carignan, starb 1800 als Dreißigjähriger. Die Mutter Charlotte Albertine von Sachsen-Kurland heiratete 1816 in Paris einen französischen Fürsten. Das Paar ließ sich 1824 auf dem Wiener Gallitzinberg nieder. Karl Albert blieb in Italien und ging 1815 an den Turiner Hof. Sein kinderloser Onkel Viktor Emanuel I. wollte den Jungen als späteren Thronfolger sehen. Als die Carbonari im Piemont rebellierten, trat der Onkel am 13. März 1821 zugunsten seines Bruders Karl Felix zurück und übertrug dem Neffen vorübergehend die Regentschaft. Karl Felix kehrte mit  Feldmarschall Bubna sowie den österreichischen Truppen im Gefolge heim und machte der Herrschaft des liberalen Karl Albert ein Ende. Jene Patrioten, die sich nach einem geeinten Italien in Form einer Monarchie sehnten, sahen in Karl Albert weiterhin den künftigen – zunächst oberitalienischen – König, zumal dieser die Österreicher aus Italien verjagen wollte. 1831, nach dem Tode des ebenfalls kinderlosen Onkels Karl Felix, wurde Karl Albert dann wieder König von Sardinien. Maßlos war die Enttäuschung des Jungen Italien, das mitansehen musste, wie der neue König – ehemals die große Hoffnung Italiens – seine revolutionären Anhänger verfolgen und sogar zum Tode verurteilen ließ. Allerdings überantwortete Karl Albert am 23. März 1849 seinem Sohn Viktor Emanuel die Macht. Zuvor hatte der patriotische König Karl Albert am  4. März 1848 die konstitutionelle Monarchie eingeführt und den Österreichern knapp drei Wochen darauf den Krieg erklärt. Bereits am 25. Juli verlor er die Schlacht bei Custozza. Das Kriegsglück blieb auf der Seite des Gegners. Nach der verlorenen Schlacht bei Novara hatte Karl Albert zugunsten des Sohnes abgedankt. Das Bild bleibt im Ganzen überaus zwiespältig. So soll der oben als patriotisch apostrophierte Karl Albert eine Aversion gegen solche Männer wie Mazzini, Garibaldi, aber auch gegen Cavour gehabt haben.
Am 28. Juli 1849 starb Karl Albert in einem Portoer Kloster.
Giorgio Pallavicino
Der 1796 in Mailand geborene Giorgio Pallavicino, einziger Sohn des Marchese Pallavicino, verlor bereits als siebenjähriger Junge den Vater. Doch die Mutter – Gräfin Anna Besozzi – und ihr zweiter Ehemann, der adelige Giuseppe Vismara, ersetzten dem Heranwachsenden den Verlust nach Kräften.
Hass gegen Österreich und überschwängliche Verehrung des Grafen Confalonieri trieben den 25-jährigen Giorgio zu Karl Albert nach Piemont. In einer geheimen Absprache ging es um eine Erhebung gegen Österreich. Als nach der Heimreise sein Mitverschworener Castiglia verhaftet wurde, ging Giorgio zur Polizei und nahm die Schuld auf sich. Vergeblich – man ließ ihn laufen. Allerdings wurde er wenig später während eines Theaterbesuches verhaftet und angeklagt. Wahrscheinlich infolge unbedachter Aussagen während Pallavicinos Vernehmung wurde Graf Confalonieri inhaftiert. Giorgio, in dem Bestreben, den verehrten Grafen zu entlasten, stellte sich geisteskrank; tat so, als wäre er ein Singvogel; genauer, eine Amsel. Das zog bei dem mit allen Wassern gewaschenen österreichischen Untersuchungsrichter nicht. Auf dem Spielberg kam Pallavicino seines Verhaltens wegen zunächst in Einzelhaft. Giorgios Bewunderung Confalonieris schlug in Brünn in Feindschaft um.
Giorgio Pallavicino bat um Versetzung in eine andere Festung. Dem wurde mehrfach stattgegeben. Seine zwölf Jahre Kerker hatte der inzwischen 38-jährige Giorgio dank eiserner Konstitution gesundheitlich erstaunlich gut überstanden. Sechs Jahre musste er sich nach der Haft noch in Böhmen aufhalten, bis er 1840 mit seiner jungen Prager Frau Anna Koffmann nach Mailand zurückdurfte.
Der von Freunden angebahnte Versöhnungsversuch mit dem Grafen Confalonieri scheiterte im Frühjahr 1846 an Giorgios starrem Sinn. Obwohl Giorgio Pallavicino mehr zur Monarchie neigte, wurde er ab 1857 treuer Gefolgsmann des Republikaners Garibaldi. Ricarda Huch schreibt, Giorgio Pallavicino habe „Garibaldi unbedingte Treue“ gehalten, „ohne sich selbst je untreu zu werden“. Als Garibaldi den spanischen Bourbonen Sizilien und Neapel entriss, frohlocke Pallavicino, weil es Siege für Viktor Emanuel II., den ältesten Sohn des oben genannten Karl Albert, waren. Natürlich waren der Republikaner Garibaldi und sein Herr, der Monarch Viktor Emanuel II., in wesentlichen Dingen unterschiedlicher Meinung. Auch weil Garibaldi die Vorgeschichte der Bekanntschaft Pallavicinos mit Viktor Emanuel II. genau kannte, setzte er seinen Gefolgsmann beim König als Vermittler ein. Pallavicino scheiterte mit seiner schwierigen Mission beim König. Garibaldi, nicht nachtragend, machte Pallavicino zum Prodiktator von Neapel. Es hagelte Ehrungen von beiden Seiten. Als Viktor Emanuel II. in Neapel einzog, dekorierte er Pallavicino mit dem Annunziatenorden. Den gab der Geehrte allerdings später dem König anlässlich einer seiner autoritären Entscheidungen – der Monarch hatte einen patriotischen Korporal zum Tode verurteilt und begnadigte nicht – zurück.
Einen stillen Triumph hatte Pallavicino, der jahrelang ins Ausland verbannte Freiheitskämpfer, noch. Als es 1878 ans Sterben ging, verbrachte er die letzten Tage auf seinem Anwesen in Casteggio – auf lombardischer Erde.

## Rezeption
- In dem 1906–1908 geschriebenen Text verteile Ricarda Huch ihre Sympathien nicht zu gleichen Teilen auf die italienischen Patrioten. Von den Freiheitskämpfern komme Giorgio Pallavicino, der doch eigentlich während der Gefangenschaft auf dem Spielberg den größten Beitrag für den kameradschaftlichen Zusammenhalt der Häftlinge getan habe und der als einziger von den Vieren – auch vermöge seiner durch die Haft kaum beschädigten Lebenskraft – die Einheit Italiens am 17. März 1861 erleben durfte, am schlechtesten weg.[29]
- Die Vita einiger Persönlichkeiten aus dem ein Jahr zuvor erschienen zweibändigen Werk Die Geschichten von Garibaldi würden in dieser „Porträtgalerie“ – einem Gemenge aus Prosa und Historie[30] – „scheinbar sachlich behandelt“[31].

## Buchausgaben
- Ricarda Huch: Menschen und Schicksale aus dem Risorgimento. Mit einem Nachwort und Anmerkungen von Günter Adler. 276 Seiten. Insel, Leipzig 1978 (verwendete Ausgabe)